# Rueda de radios

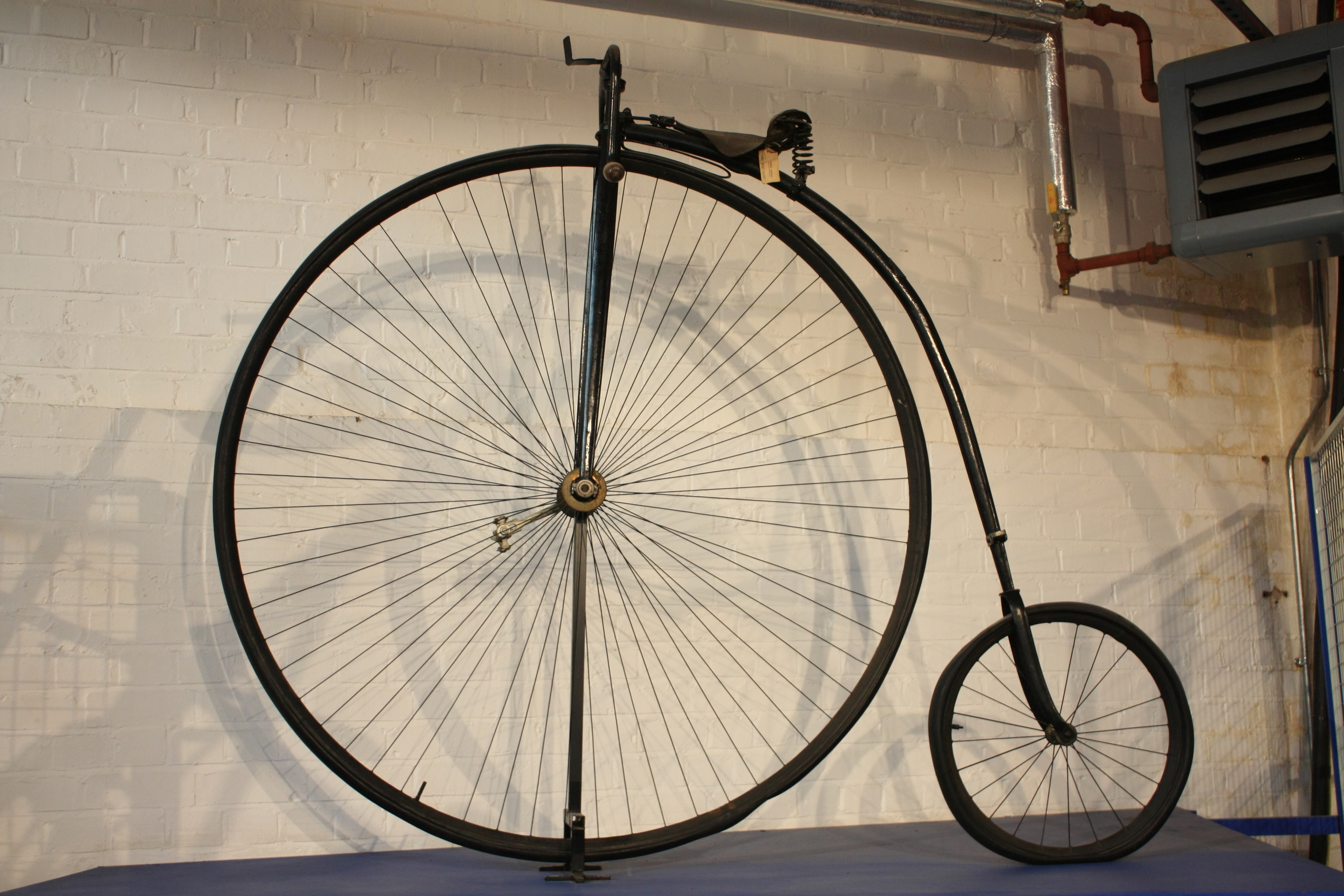
Ruedas de radios de alambre en un biciclo

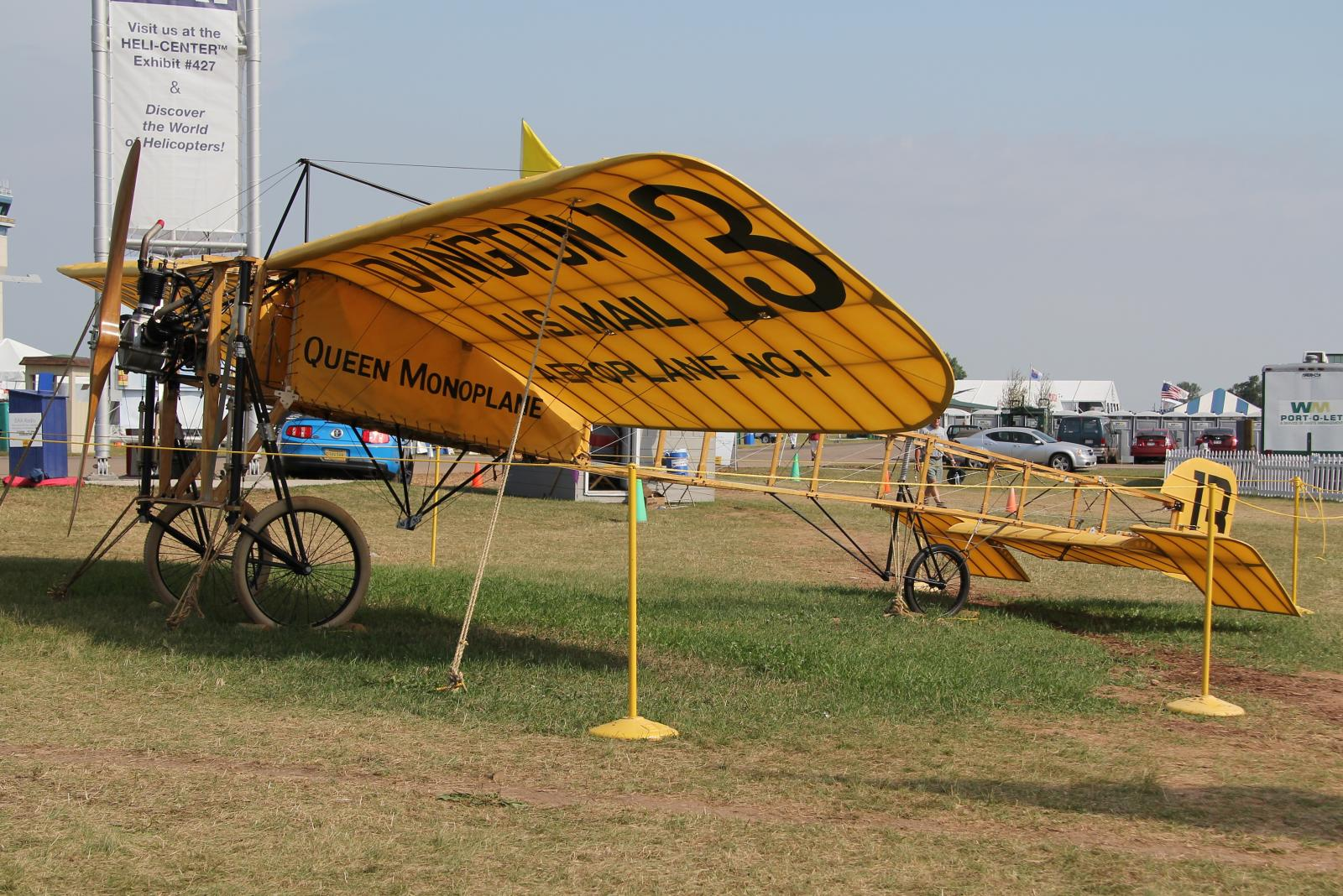
Ruedas de radios de alambre en un Blériot XI

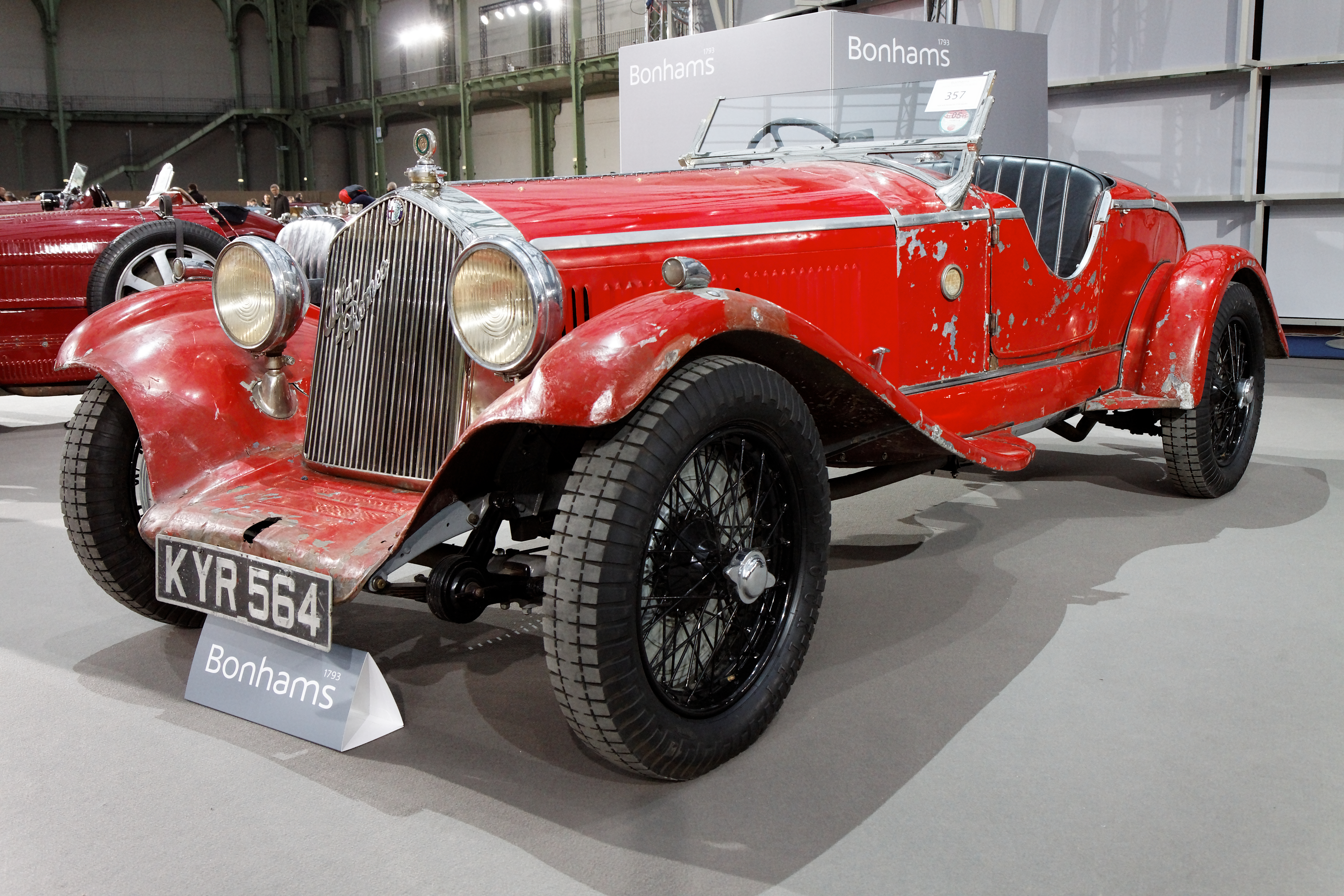
Ruedas de radios de alambre en un Alfa Romeo 6C 1750 Spyder Supersport de 1929

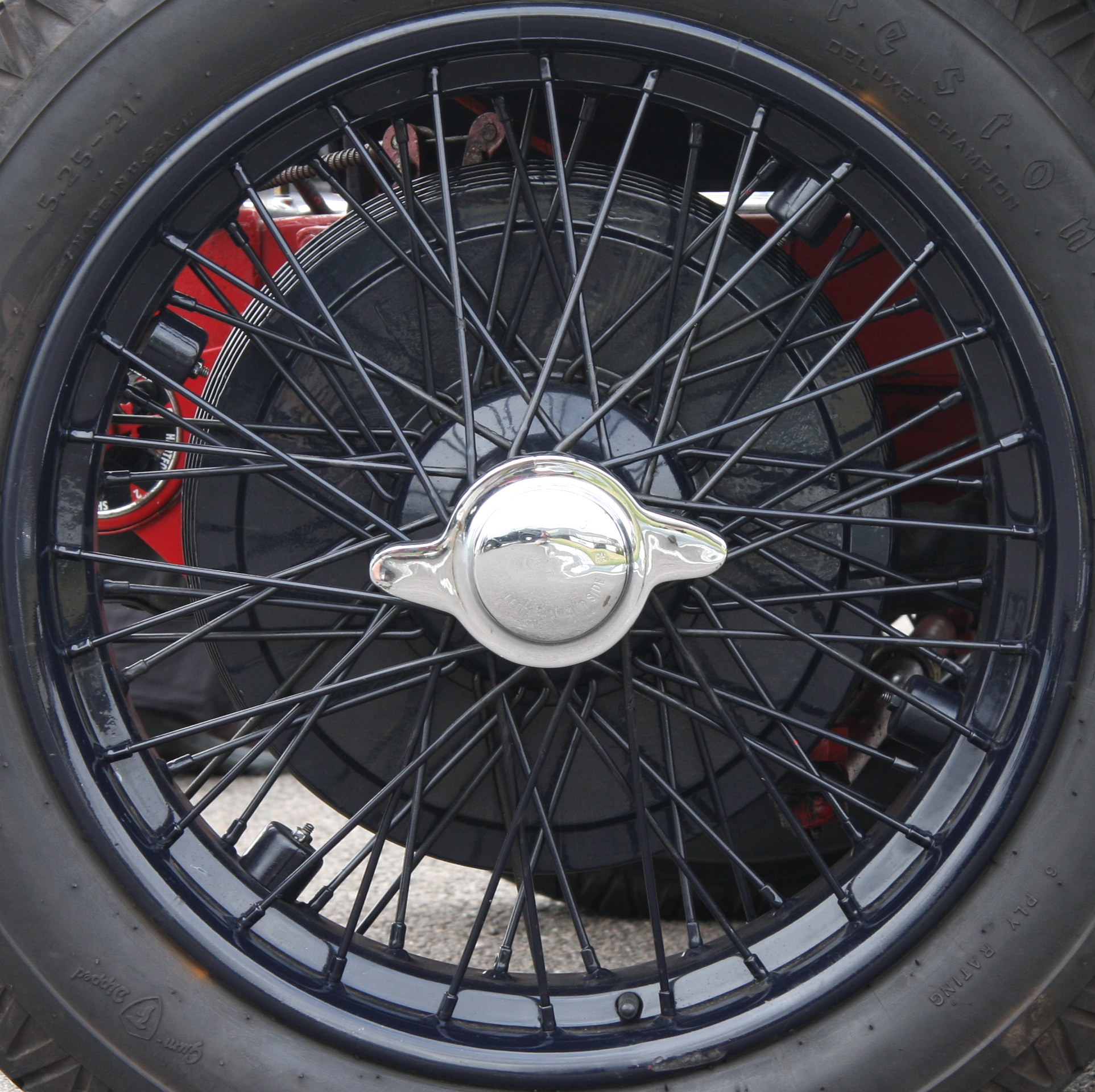
Rueda de radios de alambre Rudge-Whitworth en un Vauxhall (Londres) 25 de 1922

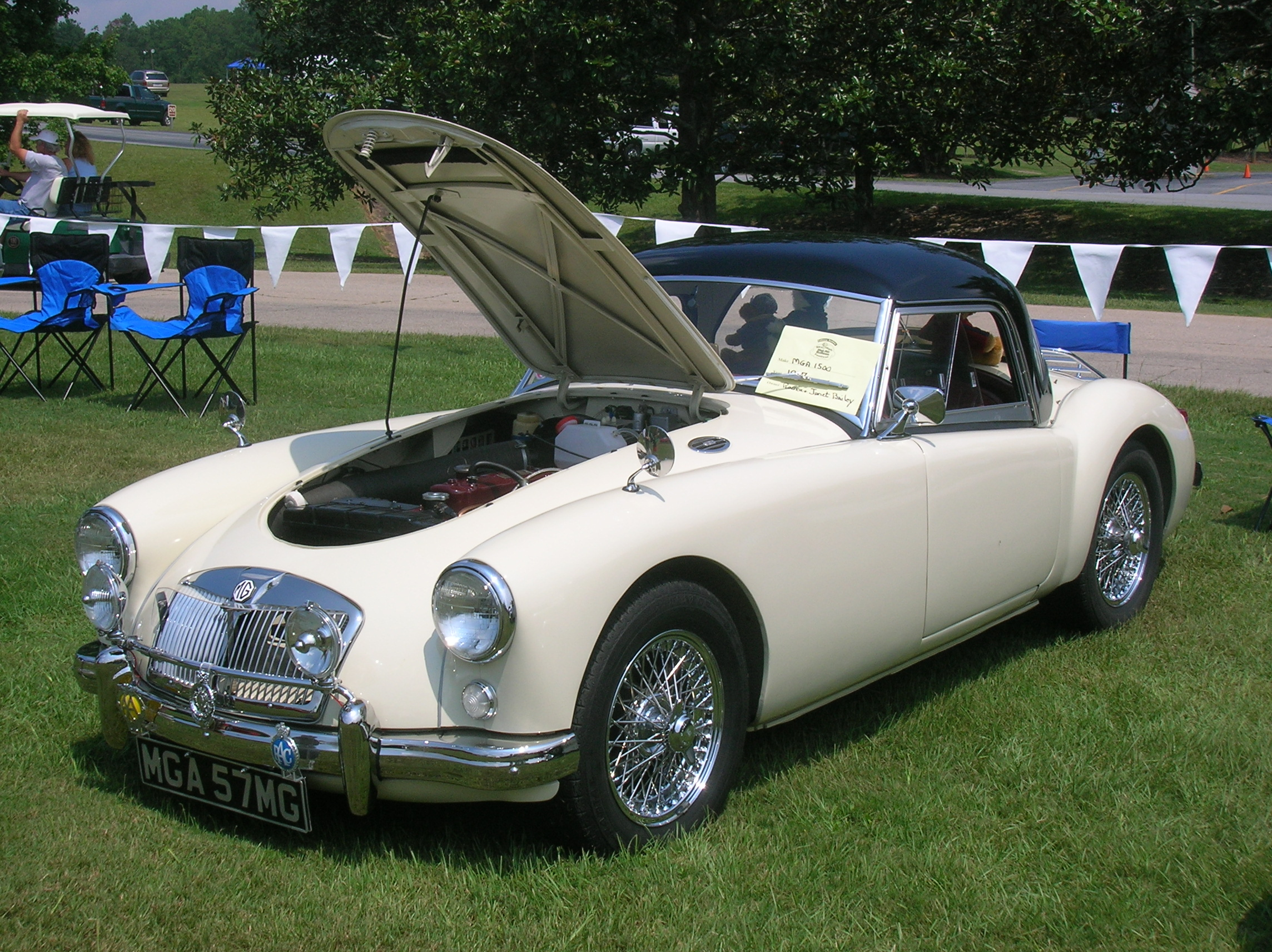
Ruedas de radios de alambre en un MGA de 1957

Las ruedas de radios de alambre (también denominadas ruedas de radios tensos o ruedas en suspensión por la forma en que trabajan) son un tipo de rueda cuya llanta se conecta al cubo mediante numerosos radios metálicos delgados. Aunque estos alambres son generalmente más rígidos que un cable de acero típico, funcionan mecánicamente como si fuesen cables flexibles tensos, manteniendo la forma de la llanta mientras soportan las cargas aplicadas. El término rueda en suspensión (puesto que en la práctica, es como si la llanta estuviese colgada de los alambres) no debe confundirse con la propia suspensión del vehículo.
Las ruedas de radios de alambre se usan en la inmensa mayoría de las bicicletas y todavía se emplean en muchas motocicletas. Fueron inventadas por el ingeniero aeronáutico británico George Cayley en 1808. Aunque Cayley propuso por primera vez las ruedas de radios de alambre, no solicitó una patente. La primera patente para  este tipo de ruedas se emitió a nombre de Theodore Jones de Londres, Inglaterra, el 11 de octubre de 1826. El inventor francés Eugène Meyer fue el primero en recibir, en 1869, una patente para ruedas de radios de alambre para una bicicleta.
Las ruedas de bicicleta no fueron lo suficientemente fuertes como para usarse en los automóviles hasta el desarrollo de las ruedas de radios tangenciales. Se introdujeron rápidamente en el mundo de la bicicleta y de los triciclos motorizados, pero no se generalizaron en los automóviles hasta 1907. Esto fue fomentado por las ruedas desmontables e intercambiables patentadas por el fabricante Rudge-Whitworth, diseñadas por John Pugh. Estas ruedas debían a sus dos filas internas de radios tangenciales su resistencia al frenado y a las tensiones provocadas por la aceleración. Una fila exterior de radios radiales proporcionaba resistencia lateral contra las tensiones en las curvas. Estas ruedas tenían una profundidad entre caras mucho mayor que las ruedas de bicicleta, para que los pivotes de dirección pudieran estar lo más cerca posible de la línea central de los neumáticos. Su segunda característica era que podían desmontarse fácilmente gracias a unos sobrebujes acanalados.

## En automóviles
Desde los primeros días, los automóviles usaron ruedas con radios de madera (similares a las de los coches de caballos), ruedas de alambre (parecidas a las de las bicicletas), o llantas de acero prensado. El desarrollo de las ruedas de desmontaje rápido diseñadas por las empresas Rudge-Whitworth o Riley hizo mucho por popularizar las ruedas de alambre y, de paso, condujo a la instalación de ruedas de repuesto. Después de que las ruedas de artillería con radios de madera se mostraran insuficientes, muchos fabricantes estadounidenses le pagaron a John Pugh la licencia del sistema Rudge-Whitworth para fabricar ruedas de alambre con sus patentes. Las ruedas de artillería cayeron en desgracia a fines de la década de 1920, y la mejora de las llantas de acero prensado (perfeccionadas por la metalúrgica británica GKN de Joseph Sankey), más baratas, supuso la sustitución de las ruedas de alambre, cuyo mayor precio no estaba justificado por su ahorro de peso.
| - Algunos automóviles originalmente equipados con ruedas de radios - Cadillac - Chrysler - Ford |
| - Lincoln - Packard - Rolls-Royce Phantom III de 1937, con ruedas de radios carenadas           |

### Coches deportivos
Antes de 1960, los automóviles deportivos y de carreras solían montar ruedas Rudge-Whitworth con bloqueo central, equipadas con cubos ranurados y un casquillo de cierre "desmontable" (tuerca de ala central) de liberación rápida. que podía desenroscarse golpeando un ala de la tuerca con un mazo especial de aleación o "martillo de desmontaje". Las regulaciones técnicas de algunos países, incluida Alemania Occidental, prohibieron los tapacubos de orejetas.[cita requerida] Algunos fabricantes (por ejemplo, Maserati) prefirieron mantener la rueda con el eje ranurado sujeto con una sola tuerca sin el ala convencional, lo que requiere una llave grande especial.
En la década de 1960, incluso los modelos de llantas de aleación más ligeras se convirtieron en algo habitual, al principio con cubos ranurados y tapas desmontables, y ahora predominan. Aún se fabrican nuevas versiones de ruedas de radios de alambre, pero a menudo sobre la base de pernos de cubo estándar cubiertos por una tapa central para poder usarse sin necesidad de adaptadores.
| - Tapacubos con radios de alambre. Cadillac Brougham (1989) - Rueda de radios de alambre con cierre de orejetas de un Ferrari del fabricante italiano Ruote Borrani, de Milán - Rueda de aleación de un Ferrari con cierre de orejetas del fabricante italiano Cromodora, de Brescia |

## En motocicletas
Durante mucho tiempo, las motocicletas utilizaron ruedas de radios de alambre, pero, a excepción de las dirtbikes, ahora se usan principalmente por su aspecto retro.
| - Ruedas de radios de alambre en una motocicleta Curtiss V-8 de 1906 - Motocicleta francesa San Sou Pap - Modelo de estilo motocrós                         |
| - Motocicleta de estilo enduro - Ruedas de radios de alambre en una cruiser moderna - Ruedas de radios de alambre en la primera motocicleta Harley-Davidson |

## En bicicletas
El primer uso comercialmente exitoso de ruedas con radios de alambre fue en las bicicletas. Se introdujeron desde el principio de su desarrollo, poco después de la adopción de neumáticos de caucho macizo. Este desarrollo marcó una mejora importante respecto a las ruedas de madera más antiguas, tanto en términos de peso como de confort (la mayor elasticidad de la rueda ayuda a absorber las vibraciones de la carretera).
En Inglaterra, el ingeniero William Stanley desarrolló la rueda de araña con cable de acero en 1849, una mejora con respecto a las engorrosas ruedas con radios de madera que se ajustaban a los triciclos que su empresa estaba fabricando.
Los fabricantes de bicicletas construyen millones de ruedas anualmente, utilizando patrones comunes de radios adyacentes cruzados, regidos por el número de radios montados en la rueda. Los constructores de ruedas para los equipos de carreras y para las tiendas de bicicletas de alta gama construyen ruedas con otros patrones, como el de dos cruces, el de un cruce o sin cruces (generalmente denominado radial). Muchos de estos patrones se siguen utilizando desde que fueron inventados. 
Se dice que los patrones cruzados tienen mayor resistencia y estabilidad, mientras que los patrones irregulares son diseños estéticos y poseen una menor eficiencia estructural.
En la década de 1980, comenzaron a aparecer ruedas fundidas de una pieza, con 5 o 6 radios rígidos (también llamados bastones) en los Juegos Olímpicos y carreras profesionales: tienen ventajas en aplicaciones especializadas, como las carreras contrarreloj, pero las ruedas con radios de alambre se utilizan para la mayoría de los propósitos.

## Reacción ante las cargas
La reacción a una carga radial de una rueda con radios de alambre bien tensados, como la de un ciclista sentado en una bicicleta, es que la rueda se aplana ligeramente cerca del área de contacto con el suelo. El resto de la rueda permanece aproximadamente circular. La tensión de todos los radios no aumenta significativamente. En su lugar, solo los radios directamente debajo del cubo disminuyen su tensión. Se debate la cuestión de cómo describir mejor esta situación. A pesar de este hecho, algunos autores concluyen que la rueda reposa sobre estos radios situados inmediatamente debajo del cubo (que experimentan una reducción en la tensión), aunque estos radios no ejercen ninguna fuerza hacia arriba y pueden ser reemplazados por cadenas sin cambiar demasiado la física de la rueda. Otros autores concluyen que el núcleo cuelga de los radios situadas por encima, que ejercen una fuerza ascendente sobre el centro, y que tienen una tensión más alta que los radios situados debajo del cubo, que tiran  de él hacia abajo.
A pesar de estar compuestas por radios delgados y relativamente flexibles, las ruedas de alambre son rígidas radialmente y presentan un reducido efecto a las cargas incluso cuando se montan  neumáticos de alta presión.

## Galería
| - Ruedas de bicicleta con un patrón radial (izquierda) y tangencial con tres cruces (derecha) - Una de las primeras Harley-Davidson con ruedas de radios de alambre - Rueda en suspensión en el Portland Basin Canal Warehouse |